# Store sjö, Halland
Store sjö är en sjö i Laholms kommun i Halland, Markaryds kommun i Småland och Örkelljunga kommun i Skåne och ingår i Lagans huvudavrinningsområde. Sjön är 6,8 meter djup, har en yta på 1,77 kvadratkilometer och befinner sig 97,9 meter över havet. Sjön avvattnas av vattendraget Smedjeån. Vid provfiske har bland annat abborre, braxen, gers och gädda fångats i sjön. Även gös som planterats in olagligt har påträffats i sjön.

## Delavrinningsområde
Store sjö ingår i det delavrinningsområde (625845-135616) som SMHI kallar för Utloppet av Store Sjö. Medelhöjden är 115 meter över havet och ytan är 28,57 kvadratkilometer. Det finns ett avrinningsområde uppströms, och räknas det in blir den ackumulerade arean 52,05 kvadratkilometer. Smedjeån som avvattnar avrinningsområdet har biflödesordning 2, vilket innebär att vattnet flödar genom totalt 2 vattendrag innan det når havet efter 48 kilometer. Avrinningsområdet består mestadels av skog (52 %), jordbruk (13 %) och sankmarker (18 %). Avrinningsområdet har 1,77 kvadratkilometer vattenytor vilket ger det en sjöprocent på 6,2 %.

## Fisk
Vid provfiske har följande fisk fångats i sjön:
- Abborre
- Braxen
- Gärs
- Gädda
- Gös
- Mört